# Resedabladige veldkers
De resedabladige veldkers (Cardamine resedifolia) is een overblijvende plant uit de kruisbloemenfamilie (Brassicaceae), die voorkomt in Midden- en Zuid-Europa.

## Naamgeving enetymologie
- Synoniemen: Cardamine gelida, Cardamine heterophylla, Arabis bellidioides
- Frans: Cardamine à feuilles de réséda
- Duits: Resedablättriges Schaumkraut
- Engels: Mignonette-leaved bittercress

De botanische naam Cardamine is afgeleid van het Oudgriekse kardamom (kardemom), een niet-gerelateerde plant. De soortaanduiding resedifolia is samengesteld uit het Latijnse reseda en folium (blad), naar de gelijkenis van de bladeren met die van het geslacht Reseda.

## Kenmerken
De resedabladige veldkers is een kleine, onbehaarde, overblijvende kruidachtige plant, die tot 15 cm hoog wordt. De plant draagt aan de voet een wortelrozet met spatelvormige tot onevengeveerde bladeren, en hogerop een aantal eveneens onevengeveerde stengelbladeren met twee tot drie paar lancetvormige tot ovale deelblaadjes. De bladsteel is aan de voet geoord.
De bloeiwijze is een kleine bloemtros met kelkvormige, viertallige bloemen. De kroonblaadjes zijn wit en 4 tot 6 mm lang.
De vrucht is een 12 tot 22 mm lange peul.
De plant bloeit van maart tot augustus.

## Habitaten verspreiding
De resedabladige veldkers komt vooral voor in bergachtige gebieden op open, vochtige en stenige plaatsen op silicaathoudende bodem, tot op 3500 m hoogte.
De soort is verspreid in de bergketens van Midden- en Zuid-Europa van Spanje tot de Balkan, onder andere in de Pyreneeën, de Centrale Alpen, de Karpaten, de Sudeten en het Bohemer Woud.
... · 
C. amara (bittere veldkers) · 
C. bulbifera (bolletjeskers) · 
C. californica · 
C. flexuosa (bosveldkers) · 
C. heptaphylla (geveerd tandkruid) · 
C. hirsuta (kleine veldkers) · 
C. impatiens (springzaadveldkers) · 
C. pratensis (pinksterbloem) · 
C. resedifolia (resedabladige veldkers) · 
C. trifolia (klaverkers) · 
...